# プレミアム・ピクチャー・プロダクションズ
プレミアム・ピクチャー・プロダクションズ(英: Premium Picture Productions)は、アメリカ合衆国オレゴン州ビーバートンにかつて存在した映画会社である。1920年代に活動し、下記15本の無声映画を制作した。
- Crashing Courage (1923)
- Flames of Passion (1923)
- The Frame-Up (1923)
- The Power Divine (1923)
- The Range Patrol (1923)
- Scars of Hate  (1923)
- The Vow of Vengeance (1923)
- The Way of the Transgressor (1923)
- Beaten (1924)
- Harbor Patrol (1924)
- Shackles of Fear (1924)

ハリー・ムーディーまたはウィリアム・ジェームズ・クラフトが監督を務めたものが多い。